# Cuvry
Cuvry – miejscowość i gmina we Francji, w regionie Grand Est, w departamencie Mozela.
Według danych na rok 1990 gminę zamieszkiwało 666 osób, a gęstość zaludnienia wynosiła 122 osób/km² (wśród 2335 gmin Lotaryngii Cuvry plasuje się na 502. miejscu pod względem liczby ludności, natomiast pod względem powierzchni na miejscu 969.).